# Isopterygium saporense
Isopterygium saporense là một loài Rêu trong họ Hypnaceae. Loài này được Besch. mô tả khoa học đầu tiên năm 1885.